# Ландсман, Керен
Керен Ландсман (ивр. קרן לנדסמן‎, род. 28 декабря 1977) — израильский эпидемиолог и писательница-фантаст. Она выиграла премию Геффена четыре раза.

## Биография
Керен Ландсман — врач, специализирующийся на эпидемиологии. Окончила Технион — Израильский технологический институт, работает в клинике Левински.
Ландсман возглавляет некоммерческую организацию Mida'at, которая работает над укреплением здоровья населения и обеспечением доступности медицинских знаний. Также она ведёт блог «Конец света — взгляд из галереи» (на иврите), в котором отслеживает эпидемии и то, как они распространяются.
Ландсман начала писать фэнтези и научную фантастику, когда ей было 12 лет. Она опубликовала множество рассказов, два из которых получили премию Геффена, ведущую израильскую премию в области научной фантастики и фэнтези: «Гейзенбергская Горгона» (2011 г.), «Один в темноте» (2012 г.). По крайней мере пять других её рассказов были номинированы на премию.
В 2014 году Ландсман выпустила свою первую книгу — сборник рассказов «Расколотые небеса». Книга получила премию Геффена как лучшая книга израильской научной фантастики или фэнтези.
В 2018 году вышла её вторая книга и дебютный роман «Сердце круга». Книга стала бестселлером в Израиле. Англоязычное издание вышло в 2019 году. Эта книга также получила премию Геффена.
Ландсман замужем за Йоавом Ландсманом, старшим инженером организации SpaceIL. У них двое детей.